# 費斯熊佛萊迪的披薩餐廳模擬器
《費斯熊佛萊迪的披薩餐廳模擬器》是史葛·戈晃（Scott Cawthon）於2017年12月6日透過遊戲平台Steam發表的獨立遊戲。作者的公告和Steam上的预览图让玩家们以为这是个普通的欢乐小游戏，但该遊戲其实是恐怖生存遊戲，需要經歷丟披薩遊戲、簽訂血汗合約、裝飾商店、在後台等待玩具來襲這四個階段。

## 故事
玩家展開了作為「費斯熊娛樂企業」加盟商的事業，開了一間披薩餐廳。透過購買加盟商特約商品來裝潢，和完成指定的營運工作，玩家每天都能賺取令人鼓舞的費斯獎分和收入，為星期六舉行的一個大派對作好準備。不過除此以外，每天營業時間過後，外頭都會有來路不明的機械玩偶在餐廳後巷出沒，需要玩家決定是否回收，並進行例行檢查。而無論回收與否，最後總有一些玩偶為你第二天的工作帶來干擾。同一時間，各項購入的遊玩設施亦可能被注入暗號般的訊息，要讓玩家發掘。隨著不同的選擇和邂逅，玩家將會達成被解僱、遇害失蹤、消極完成工作、破產、被列入合作黑名單、發現不應該發現的計劃、發掘往年故事等不同結局，但當中最為重要的，終歸是所有事情的真正終結，按照錄音帶的指示回收所有玩偶。

## 遊戲形式
玩家會有大亨遊戲，以及第一人稱視角兩種玩法。大亨遊戲讓玩家透過加盟初始、接受廣告贊助，以及上一天的營運，得到自由佈置餐廳所用的資金。每一設施都有數值顯示其會為餐廳帶來增值或負累，甚至影響其他部分。透過設施升級和測試，玩家的餐廳會得到費絲獎分定奪事業的成功，亦有一些滿足特定條件後解鎖的內容。
大亨遊戲部分結束後，玩家即進入第一人稱視角部分，需要面對終端機，在左右設有通風口的後台房間處理每日例行的作業，當中沒有時間限制。完成以後，即進入機械玩偶檢查的部分。玩家對玩偶可以選擇丟棄或者回收獲利。選擇回收後需要執行檢查程序，而期間機械玩偶可能有躁動跡象，在失控狀態下逃走。玩家可以利用電擊器來將機械玩偶歸回定位，但使用三次就會令其減少回收價值（但並不完全喪失）。
不論回收結果如何，第二天的工作都會出現變化，其中例行作業部分將會有玩偶可能從通風口前來施襲，需要用檢測裝置、手電筒或排氣系統防備。大亨遊戲亦有更多選擇會觸發新的玩偶潛入餐廳內隨時攻擊。玩家必須在時刻警覺同時，完成以不同形式讓你鬆懈或無法防備的例行工作。

## 其他背景設定
本遊戲的故事元素相當隱秘，大部分為經過玩家仔細留意、推斷和組織下才顯得相對完整，讓整個故事背景進一步顯示出來。
地點的狀態
本作地點表面上是玩家所加盟的披薩店餐廳，然而本作名字早已透露玄機，顯示餐廳其並非其主要功能，是名乎其實的「模擬器」。而玩家角色極大可能是在知情下進入這個地點的工作，密謀觸發最後的終結。
其他機械玩偶
除了這些會攻擊玩家的玩偶，玩家可以在商店購買更多種不影響遊戲的機械玩偶。其中最引人注目的有新系列的明星動物機械玩偶（Rockstar Animatronics）以及之前不斷被討論為什麼沒有出現在姐妹地點篇的歡樂雞卡（Funtime Chica）。目前還不確定這和故事是否有任何联系。
遊戲機秘密
購買“水果迷宮遊戲機”（Fruity Maze Arcade）並測試它，玩家會發現到遊戲途中有時會出現一個小女孩的樣貌，那是遊戲機玻璃的反射，證明該女孩正在遊玩。但如果成功後再次測試的話，女孩的表情會變得悲傷，音樂也變得奇怪，玩家收集的水果裡也大量包括小狗。再度成功並進行第三次測試的話，所有水果會變成花朵和小狗屍體，玩家收集到小狗屍體的時候會留下血跡腳印，而女孩不斷流淚，身邊也出現了「彈簧邦尼」。因能夠增加時間的補給品已經消失，玩家在最後幾秒會聽到疑似車鳴聲，最後遊戲結束後會出現這幾句話：“他沒有真的死...”（He's not really dead...）、“他在這裡。”（He is over here.）和“跟隨我...”（Follow me...）。值得注意的是第一句和第三句的顏色和第二句不一樣。之後，玩家就再也無法測試這個遊戲機了。
購買“深夜駕駛遊戲機”（Midnight Motorist Arcade）並測試它，玩家在第四圈往最下方的缺口進入會來到一個完全不一樣的地方。玩家會開始扮演在車裡的黃色人物進行探索。在前進途中有一個隱藏路口，玩家會來到一片空地，左上角有著疑似用來埋葬屍體的坑洞。之後來到轉角處往左走會來到一個名為“JR'S”的屋子並遇到另一個人。往下走會來到疑似玩家的家，來到疑似玩家的房間會發現無法進入，反復進出並引發更多對話後，根據給予的提示往外走出去會在後院發現到其房間的玻璃被打破以及一些來歷不明的腳印。往上走後遊戲就會結束。
購買“糖果幼子”（Candy Cadet）並測試它，機器人有可能會在玩家獲取糖果後告訴玩家一些故事。這些故事有很多種，同時也是隨機的。不過每一個故事都與5有關係，且故事結尾也會讓人聯繫到“我會把你組合回去”（I will put you back together），即第四代結局出現的台詞。
購買“警衛傀儡”（Security Puppet）並測試它三次，在第三次玩家就會遇到一個劇情。一名小孩出現在窗外，扮演著傀儡的玩家走出去尋找那名小孩。隨著傀儡前進的同時慢慢地變得疑似無力，玩家之後會發現到那名小孩倒在附近，疑似死亡，傀儡走近抱著她遊戲就會結束。目前推測那名小孩就是在第二代小遊戲中被威廉·阿夫頓殺死的第一個小孩，也就是亨利的女兒。
結局
本作也有不同的結局，讓玩家可以去探索。
本作的主要結局只要回收所有機械玩偶（不論是否成功）就能夠引發。結局中的聲帶疑似是曾在系列小說平行世界登場，與威廉·阿夫頓同為「費斯熊娛樂企業」創辦人之一的亨利。畫面亦暗示第2作登場，被大部分人視為第一名失蹤兒童所化成的傀儡，正是亨利的女兒，於系列小說平行世界中生還的主角查莉（Charlie）。針對威廉·阿夫頓的禍害，亨利佈下了這間披薩餐廳的陷阱，讓有心人有朝一天將成為玩偶的他們和其他未被解放的死者靈魂一網打盡，並引發消滅一切的大火，把玩偶附著的靈魂解放，並把威廉打下地獄。而執行這次工作的有心人，似乎是系列一直以來堅持工作到每週結束，實質想藉機解放人偶靈魂的麥可·阿夫頓。而在最後，玩家會獲得一張完成獎狀（Certificate of Completion）。
如果玩家購買“嬰兒蛋（數據獲得）”（Egg Baby (Data Achieve)）並放置在餐廳後，在營業時間進行指定動作：關閉電腦、按住電腦左下角的燈的同時打開電腦，電腦上就會出現多個不同的藍圖和來自亨利的錄音帶（錄音帶被名為HRY223）。之後玩家會因為發現秘密計劃而被以玩家是瘋子的理由解僱，並獲得瘋狂獎狀（Certificate of Insanity）。
死亡後的隱藏圖片
玩家有非常小的機率在死亡後看見其他隱藏的圖片。圖片共有4張，分別有著廢棄的貝比、熔化的弗雷迪、彈簧陷阱和萊夫提。在廢棄的貝比的圖片裡，玩家可以在她身後的其中一個海報看見出現在小說《扭曲的事物》的機械玩偶之一“扭曲狼”（Twisted Wolf）。
勝利後的隱藏圖片
玩家在通關後也有小小的可能性能夠解鎖隱藏圖片。圖片裡有著六個墓碑，其中四個寫著“Gabriel”、“Fritz”、“Susie”和“Jeremy”的名字，其他兩個則分別因距離太遠和被遮擋而看不到。
時間線
本作被大部分研究者視為整個遊戲系列的結局。詳見《玩具熊的五夜後宮系列》。

## 登場角色
麥可·阿夫頓（Michael Afton）
玩家角色。雖未揭示身分，但仍可以用前幾代來推斷這一系列的玩家角色都是麥可的偽裝。
威廉·阿夫頓（William Afton），聲：PJ Heywood (PJ海伍德)
一直被亨利提及的人物。在最終結局以及祕密藍圖中從頭到尾只有用「他」以及「老朋友」來稱呼之。在这个游戏是以廢棄弹簧陷阱登场。
在錄音帶錄音的人（Cassette Man）聲：Dave Steele (戴夫˙斯帝爾)
於最終結局和播放蓝图時傳來其聲音，生死不明，是录音带里的声音。預先佈置了這間實為陷阱的披薩餐廳。於星期六把整間餐廳焚毀，將麥可·阿夫頓、貝比和彈簧陷阱及其他附著被害兒童靈魂的殘餘機械玩偶全部消除。真實身分為亨利（Henry）。
亨利的女兒
於最終結局時提及的人物，為亨利的女兒，且在傀儡小遊戲可得知為最初被威廉謀害的小孩，死後附身於傀儡上。
未知名女孩
在「水果迷宮遊戲機」中出现的女孩，似乎就是她正在游玩着这个游戏机。随着玩家通关几次后就会变得伤心。在第三次测试时其身後出现了弹簧邦尼（Spring Trap）。目前尚未得知其身世，僅能猜測可能為失蹤小孩事件的其中一位。也有人推測死去的狗實為第二作的蔓果（Mangle）而小女孩身後的彈簧邦尼實為未死的「紫衣人」威廉·阿夫頓（Willam Afton）在犯案，並使用她的狗未死的事實(附身於蔓果)殺掉該女孩，並令女孩附身於積卡。
橘色的人
在深夜駕駛遊戲機的秘密小遊戲裡出現。目前尚未確定其身分到底為何。有人推測身份是原來「紫衣人」威廉·阿夫頓（Willam Afton）。，而起身體顏色變為橘色的原因是避免和在《姊妹地點篇》出現，同為紫色的麥可·阿夫頓（Michael Afton）混肴。
加布里埃爾（Gabriel）
最終結局的墳墓上的名字。可能為附身在費斯熊佛雷迪玩偶的小孩。
弗里茨（Fritz）
最終結局的墳墓上的名字。可能為附身在霍斯玩偶的小孩。其名字與二代的主角之一正好相同。
蘇西（Susie）
最終結局的墳墓上的名字。可能為附身在積卡玩偶的小孩，並且是遊玩「水果迷宮遊戲機」的金髮藍眼女孩。
傑瑞米（Jeremy）
最終結局的墳墓上的名字。可能為附身在邦尼玩偶的小孩。其名字與二代的主角之一正好相同。
被草擋住的墳墓
最終結局被草擋住而看不到名字的墳墓。由「生存日誌」解謎和「第四個衣櫃」出現的名稱疑似可確認是名為「卡西迪(Cassidy)」的女孩，也可能是附身在「黃金佛雷迪」玩偶的小孩。
遠方山丘上的墳墓
最終結局因為距離太遠而看不到名字的墳墓。猜測可能為亨利的女兒「查理(Charlie)」，也就是附身在傀儡玩偶的小孩。
教学手掣（Tutorial Unit）聲：Andy Field (安迪˙菲爾德)
於前作《姊妹地點篇》出現的角色，原为手掣（Hand Unit），於本作再次登場。跟前作一樣是給玩家指導，但這次也為過場動畫當旁白。
廢棄的貝比（Scraped Baby），聲：Heather Masters (海瑟˙瑪斯特斯)
從前代《姊妹地點篇》利用主角逃出來的機械玩偶，原为貝比（Baby）。在前代埃納德（Ennard）合體中與其他機械玩偶的分歧，在離開麥可身體並回歸姊妹地點時被逐出，尋回散亂的驅殼，重新成為獨立的機械玩偶。在星期三被玩家回收入內，並在星期四之後开始活跃。
伊麗莎白·阿夫頓（Elizabeth Afton）
亨利於最終結局提到的名字，也就是威廉·阿夫頓的女兒，也是現在被附身的貝比。
熔火弗雷迪（Molten Freddy），聲：Kellen Goff (科倫˙高夫)
從前代《姊妹地點篇》利用主角逃出來的合體機械埃納德，原为欢乐弗雷迪（Funtime Freddy）。與貝比出現分歧，在離開麥可身體並回歸姊妹地點時將之逐出，並取下歡樂弗雷迪的頭部作臉龐，並於歡樂霍斯  (Funtime Foxy)和芭蕾拉  (Ballora)合體。在星期一被玩家回收入內，並在星期二之後开始活跃。
廢棄彈簧陷阱（Scraptrap），聲：PJ Heywood (PJ海伍德)
在第三代中唯一真實的機械玩偶，並且經歷過第三代的結局火災的玩偶，比第三代的玩偶更破落。於本作再次登場，並有真實的人聲配音，知道玩家角色的意圖。在結局名單雖沒有彈簧陷阱的名稱，但是卻有威廉·阿夫頓的名稱在列。在星期二被玩家回收入內，並在星期三之後开始活跃。
莱夫提（Lefty）
本作新登場的機械玩偶。外貌跟第6代的搖滾弗雷迪相似，惟全身黑色。在星期四被玩家回收入內，並在星期五开始活跃，但如果玩家提前购买了萊夫提的话它就会立即活跃。如果玩家先行購買的話，星期四的回收阶段时它会用纸碟娃娃告诉玩家它已经在里面了。而根據秘密藍圖表示，萊夫提的主要用處疑似是要捕捉傀儡，而由他的隱藏照片發現傀儡的黑白條紋狀物體，暗示它完成任務。
小帮（Helpy）
游戏中与欢乐弗雷迪形象相似的小机械玩偶。作者在游戏更新公告的最后揭露了其名称。会代替玩家测试餐厅里的游乐设施。

## 发展
在6月30日，考森发布了一张贴文，表示他因没有足够的点子以及需要休息，他决定要暂时停止制作玩家在等待着的“玩具熊的五夜后宫6”。同一时间，他表示在制作一些欢乐小游戏感到很放松享受，觉得自己应该要制作这一类的游戏。而考森可能就在暗示这个游戏。
考森之后沉默了一段时间，但仍然在其官网发出各种百思不解的资讯图片。在11月27日，他拒绝让2017这一整年没有释出任何游戏。于是他决定让粉丝在假期里享受一番。很快的，一张图片在官网出现，揭露了此游戏的名称。在之后，作者不断更新官网并进行游戏发布倒数。
之后作者在12月5日再次发布了一张帖文，向众人为“低品质”截图道歉，并表示会提早一天发布游戏。遊戲完成後，本作緊扣主系列的特徵讓一眾玩家認定停止開發一說是作者傳統的開玩笑。
在游戏发布的一段时间后，2018年2月16日，考森表示想要给游戏进行重大更新（像是无尽模拟经营模式或是终极自定义夜晚），并在之后选择了后者。作者更新了官网，暗示将会带回40个以往的机械玩偶。随着多次的更新和机械玩偶公开后，作者更改了主意，从40个变成了50个。作者之后也暗示将会使用不同的办公室。

## 迴響
《費斯熊佛萊迪的披薩餐廳模擬器》在評論家間並未受到太多評論。TouchArcade給予遊戲三顆半星，並稱讚其混合式玩法為「對原系列公式的有趣詮釋，加入了一些額外元素」，相較之前的續作，評論認為這些續作缺乏新意。Rock Paper Shotgun稱讚《披薩餐廳模擬器》能引起恐懼和緊張，並解釋遊戲免費發行的原因是因為「這並不代表品質或遊戲長度...但這意味著考森可以藉此欺騙玩家」，將遊戲宣傳為一款比薩餅店大亨的衍生作品。
IGN將該遊戲列入其「2017年18款最佳恐怖遊戲」之一。波蘭的CD-Action形容遊戲為「平庸的大亨遊戲，但作為FNAF系列卻相當不錯」。
CBR和GameCrate都注意到了遊戲的「深度故事」：GameCrate形容遊戲是一款「絕對必玩」的遊戲，因為它解答了系列故事背景中的「所有未解之謎」，但他們指出，只有冒著增加遊戲難度的風險，才能進一步了解故事背景。他們還稱讚遊戲玩法「真正有趣」，並觀察到遊戲前面的部分如何影響每晚的生存恐怖遊戲的難度。

## 外部連結
- 遊戲開發者資訊網站 （页面存档备份，存于）
- 費斯熊佛萊迪的披薩餐廳模擬器 （页面存档备份，存于）在 Steam